# رؤى حالمة (فلم)
رؤى حالمة فلم سوري للمخرجة السورية واحة الراهب. يعد هذا الفلم من الأفلام الناجحة في السينما السورية فاز الفيلم بالجائزة البرونزية في مهرجان بيونغ يانغ الكوري وشارك خلال عام 2007 في مهرجان الآفلام العالمية في اليابان والذي أقيم في مدينة فوكوكا.

## قصة الفيلم
تعرض أحداث الفيلم صورة فتاة حالمة سورية اسمها «جميلة» تعيش في كنف والدين تقليديين حيث تسلط الأب وسلبية الأم فتبحث عن الحنان خارج منزلها. تبحث عنه في رجال يفترض أن يضعهم مستواهم الأكاديمي في فئة أكثر ليبيرالية وثقافة وتفهما فلا تجد ذلك فيهم فتقرر الهرب تحديا لبساطتها وفيما تبحث عنه إلى لبنان خلال الاجتياح الإسرائيلي لتنضم للمقاومة هناك. أدى الدور نادين سلامة.